# واجهة النظام الحاسوبي الصغير الملحقة المتسلسلة
واجهة النظام الحاسوبي الصغير الملحقة المتسلسلة (اختصارًا SAS) هو مسرى حاسوبي، يصل ضابط التخزين بمعدات التخزين مثل الأقراص الصلبة ومشغل الأقراص. يعد بديلا أسرع من الساتا ومن بيئة التطوير المتكاملة (IDE). ومن مميزاتها على تقنية الـ"IDE"، هي صغر سماكة الوصلة حيث تستخدم ساس ثماني وصلات، بينما تستخدم IDE ثمانين وصلة، إضافة إلى قدرتها في نقل البيانات بشكل أسرع، وإمكانية تركيب ونزع معدات التخزين خلال تشغيل الحاسوب. وهي أسرع من أجهزة هاردات الساتا نقلا للبيانات، إذ أن سرتها ضعف السرعة مقارنة بهاردات الساتا التي تدور 7200 مرة في الدقيقة بينما تدور هاردات الساس 10000 إلى 15 ألف دورة في الدقيقة.